# Joël Epalle
Joël Dieudonné Martin Epalle Newaka (Yaoundé, 20 febbraio 1978) è un ex calciatore camerunese, di ruolo centrocampista.

## Carriera

### Club
Ha cominciato la sua carriera nella squadra locale dell'Union Douala, per poi trasferirsi in Grecia. Dopo due anni, nel 2003 si trasferisce al Panathīnaïkos. Nel 2005 è poi passato all'Iraklis, con cui ha segnato 21 gol giocando 55 partite. Nel 2007 è stato ingaggiato dal Bochum.

### Nazionale
Con la nazionale camerunese che ha partecipato all'edizione del 2002 del Mondiale. Ha inoltre vinto la medaglia d'oro ai Giochi olimpici di Sydney.

## Palmarès

### Club
- Coppa del Camerun: 1

Union Douala: 1997
- Campionato greco: 1

Panathinaikos: 2003-2004
- Coppa di Grecia: 1

Panathinaikos: 2003-2004

### Nazionale
- Oro olimpico: 1

Sydney 2000
- Coppa d'Africa: 1

Mali 2002